# Arnd Steinmetz
Arnd Steinmetz, född 1966 i Fulda, Hessen, Tyskland, är en tysk professor i informatik och högskolerektor.
Steinmetz studerade informatik. År 1999 disputerade han i informatik vid Darmstadts tekniska universitet. Han var därefter verksam inom industrin. År 2002 blev han professor i informatik och medium vid Hochschule Darmstadt samt sedan den 1 april 2022 även rektor för Hochschule Darmstadt.